# Mark Boston

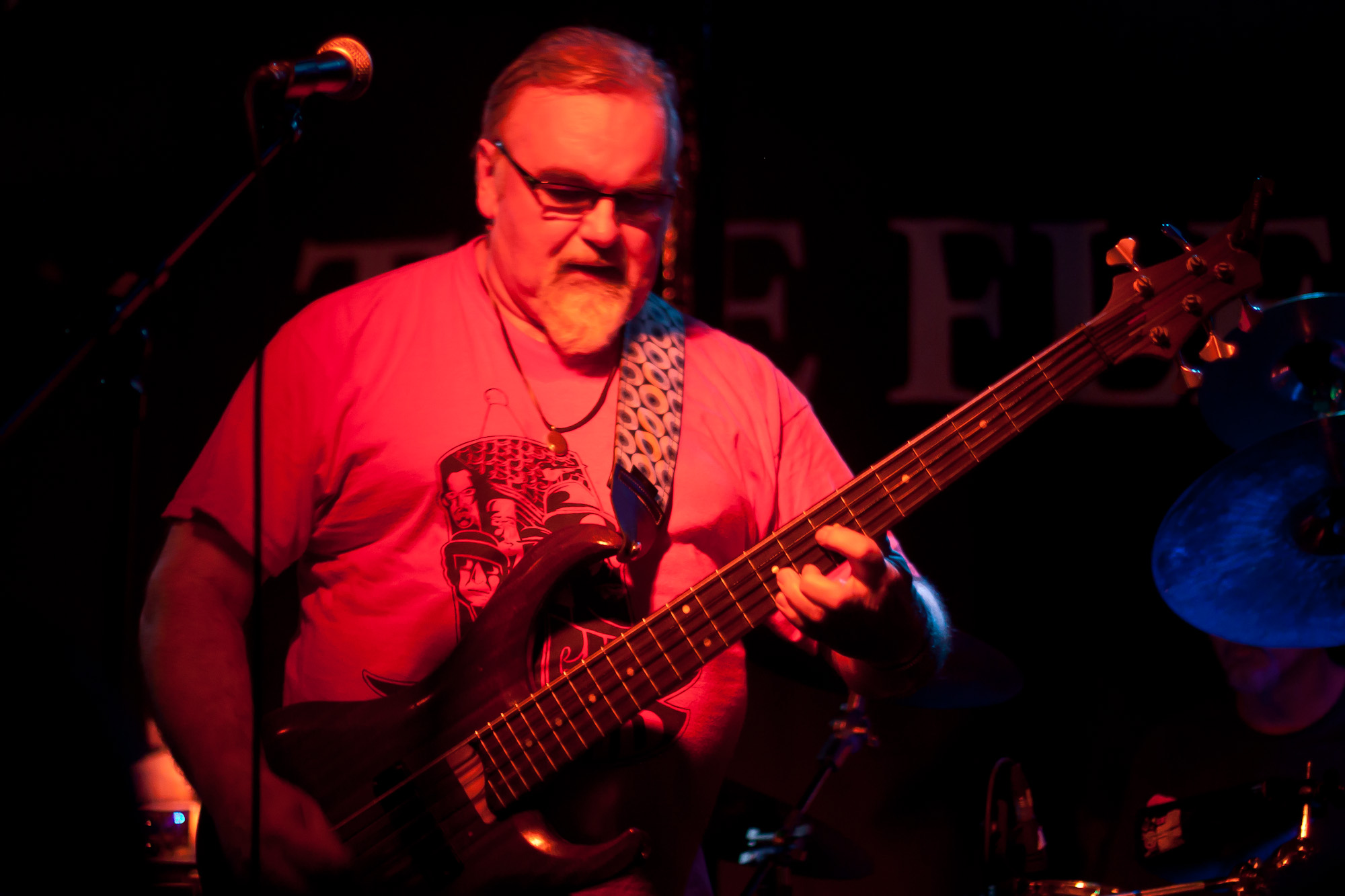
Rockette Morton 2013

Mark Boston, bekend onder de artiestennaam Rockette Morton (Salem, 1949), is een Amerikaanse gitarist en basgitarist, bekend door zijn werk in de Magic Band van Captain Beefheart.
Boston, wiens vader basgitaar en steelguitar speelde, was voor zijn tijd in de Magic Band actief in groepen, waarin latere collega's speelden: in Blues in a Bottle (met John French) en B.C. & the Caveman (met Bill Harkleroad alias Zoot Horn Rollo). In 1969 deed hij als bassist auditie bij Captain Beefheart en werd aangenomen toen hij moeilijk werk bleek aan te kunnen, zoals 'Steal Softly Thru Snow'. Bij Captain Beefheart speelde hij tot 1974 mee op verschillende belangrijke albums, waaronder Trout Mask Replica, The Spotlight Kid en Clear Spot. 
In de Magic Band, die Captain Beefheart met strakke hand leidde, ontstonden spanningen die ertoe leidden dat Boston en Bill Harkleroad in 1974 de groep verlieten om een nieuwe band op te richten, Mallard genaamd. In Mallard speelde Boston gitaar en bas, en zong hij ook. Van de band verschenen twee albums. Nadien was Boston actief in verschillende lokale groepen. Hij vormde met drummer Michael Traylor een groep die in 1980 top 40-materiaal speelde op Amerikaanse legerbases. Hij was bassist voor country-zanger Leon Everette. In 2003 kwamen verschillende leden van de Magic Band weer bij elkaar om te gaan toeren. Met deze groep speelde hij tot 2006.

## Discografie
Captain Beefheart and His Magic Band
- Trout Mask Replica, 1969
- Lick My Decals Off, Baby, 1970
- The Spotlight Kid, 1972
- Clear Spot, 1972
- Unconditionally Guaranteed, 1974

Mallard
- Mallard
- In a Different Climate

Solo
- Love Space, 2003